# جاك بونيت
جاك بونيت (بالفرنسية: Jacques Bonnet)‏ (و. 1733 – 1805 م) هو سياسي، من فرنسا، توفي عن عمر يناهز 72 عاماً.

## مناصب
تولى منصب عضو الجمعية الوطنية الفرنسية.